# Coppa Bernocchi 2022
La 103.ª edición de la clásica ciclista Coppa Bernocchi se celebró en Italia el 3 de octubre de 2022 sobre un recorrido de 190,7 kilómetros con inicio y final en la ciudad de Legnano en la región de Lombardía.
La carrera formó parte del UCI ProSeries 2022, calendario ciclístico mundial de segunda división, y fue ganada por el italiano Davide Ballerini del Quick-Step Alpha Vinyl. Completaron el podio, como segundo y tercer clasificado respectivamente, el neozelandés Corbin Strong del Israel-Premier Tech y el también italiano Stefano Oldani del Alpecin-Deceuninck.

## Equipos participantes
Tomaron parte en la carrera 25 equipos: 15 de categoría UCI WorldTeam invitados por la organización, 8 de categoría UCI ProTeam y 2 de categoría Continental. Formaron así un pelotón de 175 ciclistas de los que acabaron 109. Los equipos participantes fueron:
| WorldTeams (15)- Movistar Team - Intermarché-Wanty-Gobert Matériaux - EF Education-EasyPost - Bora-Hansgrohe - AG2R Citroën Team - Astana Qazaqstan Team - BikeExchange-Jayco - Lotto-Soudal - Trek-Segafredo - UAE Team Emirates - Quick-Step Alpha Vinyl - Cofidis - Groupama-FDJ - Ineos Grenadiers - Israel-Premier Tech ProTeams (8)- Drone Hopper-Androni Giocattoli - Eolo-Kometa - Caja Rural-Seguros RGA - Bardiani-CSF-Faizanè - Bingoal Pauwels Sauces WB - Equipo Kern Pharma - Alpecin-Deceuninck - TotalEnergies Equipos continentales (2)- Work Service-Vitalcare-Dynatek - Team Corratec |
| |

## Clasificación final
- La clasificación finalizó de la siguiente forma:[2]

| \| Clasificación general \| Clasificación general \| Clasificación general \| Clasificación general \| Clasificación general \| \| Ciclista \| Ciclista \| Equipo \| Tiempo \| \| \| --------------------- \| --------------------- \| ---------------------- \| --------------------- \| --------------------- \| \| 1.º \| Davide Ballerini \| Quick-Step Alpha Vinyl \| 4 h 18 min 01 s \| \| \| 2.º \| Corbin Strong \| Israel-Premier Tech \| + 0 s \| \| \| 3.º \| Stefano Oldani \| Alpecin-Deceuninck \| + 0 s \| \| \| 4.º \| Matteo Trentin \| UAE Team Emirates \| + 0 s \| \| \| 5.º \| Iván García Cortina \| Movistar Team \| + 0 s \| \| \| 6.º \| Robert Stannard \| Alpecin-Deceuninck \| + 0 s \| \| \| 7.º \| Christian Scaroni \| Astana Qazaqstan Team \| + 0 s \| \| \| 8.º \| Davide Bais \| Eolo-Kometa \| + 0 s \| \| \| 9.º \| Andrea Vendrame \| AG2R Citroën Team \| + 0 s \| \| \| 10.º \| Marijn van den Berg \| EF Education-EasyPost \| + 0 s \| \| |                     |                        |                 |
| |                     |                        |                 |
| Fuente: ProCyclingStats |                     |                        |                 |
| Clasificación general |                     |                        |                 |
| Ciclista | Ciclista            | Equipo                 | Tiempo          |
| 1.º | Davide Ballerini    | Quick-Step Alpha Vinyl | 4 h 18 min 01 s |
| 2.º | Corbin Strong       | Israel-Premier Tech    | + 0 s           |
| 3.º | Stefano Oldani      | Alpecin-Deceuninck     | + 0 s           |
| 4.º | Matteo Trentin      | UAE Team Emirates      | + 0 s           |
| 5.º | Iván García Cortina | Movistar Team          | + 0 s           |
| 6.º | Robert Stannard     | Alpecin-Deceuninck     | + 0 s           |
| 7.º | Christian Scaroni   | Astana Qazaqstan Team  | + 0 s           |
| 8.º | Davide Bais         | Eolo-Kometa            | + 0 s           |
| 9.º | Andrea Vendrame     | AG2R Citroën Team      | + 0 s           |
| 10.º | Marijn van den Berg | EF Education-EasyPost  | + 0 s           |

## UCI World Ranking
La Coppa Bernocchi otorgó puntos para el UCI World Ranking para corredores de los equipos en las categorías UCI WorldTeam, UCI ProTeam y Continental. Las siguientes tablas muestran el baremo de puntuación y los 10 corredores que obtuvieron más puntos:
| Posición              | 1.º | 2.º | 3.º | 4.º | 5.º | 6.º | 7.º | 8.º | 9.º | 10.º | 11.º | 12.º | 13.º | 14.º | 15.º | 16.º-30.º | 31.º-40.º |
| Clasificación general | 200 | 150 | 125 | 100 | 85  | 70  | 60  | 50  | 40  | 35   | 30   | 25   | 20   | 15   | 10   | 5         | 3         |

| Clasificación |                     |                        |         |
| Posición      | Ciclista            | Equipo                 | General |
| ------------- | ------------------- | ---------------------- | ------- |
| 1.º           | Davide Ballerini    | Quick-Step Alpha Vinyl | 200     |
| 2.º           | Corbin Strong       | Israel-Premier Tech    | 150     |
| 3.º           | Stefano Oldani      | Alpecin-Deceuninck     | 125     |
| 4.º           | Matteo Trentin      | UAE Emirates           | 100     |
| 5.º           | Iván García Cortina | Movistar               | 85      |
| 6.º           | Robert Stannard     | Alpecin-Deceuninck     | 70      |
| 7.º           | Christian Scaroni   | Astana Qazaqstan       | 60      |
| 8.º           | Davide Bais         | EOLO-KOMETA            | 50      |
| 9.º           | Andrea Vendrame     | AG2R Citroën           | 40      |
| 10.º          | Marijn van den Berg | EF Education-EasyPost  | 35      |